# Земљопоседничка војска
Земљопоседничка војска (рус. Поместное войско), била је феудална племићка коњица у Великој московској кнежевини и Руском царству од 15. до краја 17. века.

### Историја
У другој половини 14. века, под утицајем Монгола, кнежевску дружину заменили су феудални одреди бољара и зависних кнезова, састављени од племића, слободних земљопоседника (рус. Дети боярские, срп. Племићки синови) и њихових наоружаних слугу и робова (рус. Боевые холопы, срп. Робови ратници).
Са ширењем Велике кнежевине Москве, зависни кнезови постепено су губили своје земље и постајали слуге Великог кнеза, заједно са својим бојарима, ратницима и слугама. Тако је формирана нова класа племића (рус. Служилые люди «по отечеству», срп. Слуге по рођењу или наслеђу), која служи у замену за феудалне поседе (рус. Поместье).

### Организација
1482. организована је потпуно аристократска војска (рус. Поместное войско), за време Ивана Великог. Главнину ове војске чинили су племићи и "Бојарски синови" ("слуге по наслеђу"), а знатан део (25-50%) чинили су наоружани робови. Сваки земљопоседник био је дужан да опреми по једног коњаника (са коњем и оружјем) на сваких 100-200 четврти (0.5 хектара) земље, или на сваких 3-30 сељачких домаћинстава.

### Оружје и опрема
Сви ратници били су на коњима, а главно оружје од 15. до почетка 17. века био је татарски лук и стрела. Имућнији ратници имали су оклопе (верижњаче или од плочица), и шлемове монголског типа, док су сиромашнији племићи и робови носили само дебело постављене и прошивене капуте.
Након Смутног времена, почетком 17. века, ватрено оружје постало је обавезно за имућније ратнике.

### Величина
Крајем 16. века, када је ова војна организација била на врхунцу, број племића и земљопоседника није прелазио 25.000, тако да је племићка коњица бројала око 50.000 ратника са наоружаним робовима. Међутим, ова војска била је широко распоређена на великој територији, тако да је само део могао бити мобилисан за ратни поход, док је остатак чувао пограничне области.

### Укидање
Слаба борбена готовост и недисциплина племићке коњице, током Смутног времена и ратова са Пољском у 17. веку, довела је до формирања професионалне војске по европским узорима ("Пукови новог строја") већ 1630.